# Röcken
Röcken é um vilarejo no distrito de Weißenfels, estado de Saxônia-Anhalt, na Alemanha. Em 1.º de julho de 2009 perdeu seu estatuto de município e se tornou parte da vila de Lützen.
Foi onde Nietzsche nasceu e morou até seu pai e irmão morrerem.